# دوغلاس دي سي-4
دوغلاس دي سي 4 (بالإنجليزية: Douglas DC-4)‏، هي طائرة ركاب ذات 4 محركات، أنتجتها شركة دوغلاس للطائرات.